# Michael Kremer
Michael Kremer (* 12. listopadu 1964, New York, USA) je americký ekonom a profesor ekonomie rozvoje na Harvardově univerzitě. Jeho výzkum se zabývá vzděláním, zdravotnictvím, kvalitou vody a agrikulturou v rozvojových zemích. Je členem Americké akademie umění a věd a společenství Young Global Leaders založené Světovým ekonomický fórem. Je také spoluzakladatelem neziskové organizace Precision Agriculture for Development podporující inovace pro zlepšení životů farmářů v rozvojových zemích (Indie, Keňa, Pákistán, Rwanda, Etiopie, Uganda a Bangladéš). V roce 2010 se stal spolu s Maurou O'Neill zakladatelem programu Development Innovation Ventures Agentury Spojených států amerických pro mezinárodní rozvoj.
V roce 2019 získal Nobelovu cenu za ekonomii spolu s Esther Duflovou a Abhijitem Banerjeem za experimentální přístup ke snižování globální chudoby. Jejich přístup spočívá v tom, že rozsáhlou problematiku boje s chudobou člení na dílčí, snáze řešitelné otázky, na něž hledají odpovědi. Poté hledají na každou z nich odpověď prostřednictvím experimentů „přímo v terénu“, v rámci dotčené populace.

## Život a kariéra
Kremer se narodil do židovské rodiny rodičům Eugenovi a Sáře Lillian Kremerovým. Jeho matka byla profesorkou anglické literatury, která se specializovala na americkou židovskou literaturu a literaturu holocaustu.
V roce 1985 na Harvardově univerzitě získal titul Bachelor of Arts studiem sociálních věd, v roce 1992 získal na stejné univerzitě ekonomický titul Ph.D. Zde také vyučuje od roku 1999.
V polovině 90. let Kremer spolu se svými kolegy prováděl výzkum v západní Keni, kterým zjistil, že nedostatečné výsledky tamních žáků nejsou způsobeny nedostupností učebnic nebo hladem. Duflová a Banerjee na tento výzkum navázali se zjištěním, že tyto neuspokojivé výsledky jsou výsledkem nedostatečného přizpůsobení metod výuky potřebám žáků. Pozitivní efekt pozorovali při zaměstnání učitelů, kterým byla pracovní smlouva prodloužena pouze pokud dosahovali dobrých výsledků, spolu s iniciativou zabránit absenci učitelů a rozdělením žáků do skupin podle jejich předchozích výsledků. Jedním z přímých důsledků jejich práce je tak prokazatelné zlepšení systému vzdělávání a školních výsledků více než pěti milionů indických dětí, kde svou studii Duflová a Banerjee prováděli.
V letech 1991–2001 prováděl s americkým ekonomem Edwardem Miguelem experiment, pomocí něhož zkoumali poptávku odčervovacích tablet v Keni. Jejich zjištění, že 75% rodičů tablety pro své děti získali, když byly rozdávány ve školách zadarmo a pouze 18% rodičů, pokud za ně byl požadován poplatek 40 centů, vedlo k doporučení Světové zdravotnické organizace, aby tato léčba byla umožněna zadarmo v oblastech, kde je nakaženo více než 20% dětí. Kremer se také zasloužil o zisk soukromých investic do výzkumu vakcín a jejich distribuce do rozvojových zemí.
V sérii studií začínajících v roce 2000 se Kremer, Duflová a americký ekonom Jonathan Robinson zaměřili na otázku, proč farmáři v subsaharské Africe nevyužívají moderních technologií, jako je např. hnojivo. Dokázali, že nevyužívání těchto metod spočívá v připisování větší důležitosti menším výdělkům, kterých farmáři dosáhnou dříve, než vidině většího zisku v budoucnu.
Spoluprací s Banerjeem a Duflovou a spojením s Abdul Latif Jameel Poverty Action Lab (J-PAL), kterou v roce 2003 založili Banerjee, Duflová a ekonom Sendhil Mullainathan, Kremer pomohl vytvořit základy programů bojujících s chudobou, které ovlivnily více než 400 milionů lidí. Jeho experimentální přístup k řešení problému chudoby inspiroval organizace k přehodnocení svých programů a upuštění od těch neefektivních.

## Publikace
- Duflo, Esther, Michael Kremer, and Jonathan Robinson. 2008. “How High Are Rates of Return to Fertilizer? Evidence from Field Experiments in Kenya. Archivováno 26. 3. 2013 na Wayback Machine.” American Economic Review 98 (2): 482–488.
- Kremer, Michael, Esther Duflo, and Jon Robinson. 2011. “Nudging Farmers to Use Fertilizer: Theory and Experimental Evidence from Kenya. Archivováno 29. 12. 2019 na Wayback Machine.” American Economic Review 101 (6 (October 2011): 2350-90.
- Kremer, Michael, and Edward Miguel. 2015. “Understanding Deworming Impacts on Education Archivováno 23. 4. 2019 na Wayback Machine.”.
- Banerjee, Abhijit, Esther Duflo, and Michael Kremer. 2016. “The Influence of Randomized Controlled Trials on Development Economics Research and on Development Policy. Archivováno 2. 4. 2020 na Wayback Machine.” The State of Economics, the State of The World Conference at the World Bank.